# Шкода фелиција
Шкода фелиција (чеш. Škoda Felicia) је аутомобил који је производила чешка фабрика аутомобила Шкода Ауто. Производио се од 1994. до 2001. године.

## Историјат
Представљен је октобра 1994. у Прагу. Концепт фелиције је заснован на верзији фаворита, али је његов дизајн модернији и нуди ширу палету мотора. Био је последњи модел рађен на Шкодиној платформи, али и први од преузимања фирме од стране Фолксваген групације. Од јуна 1995. године производила се караван верзија, а од августа исте године и пикап верзија. Интерна ознака је 791. Име је претходно коришћено за спортски аутомобил из 1959. године.
Фелиција је имала велике користи од технологије Фолксвагена, јер је помогла и сопственој фирми да повећа углед у западној Европи. У фелицију се уграђивао први дизел мотор и постао аутомобил који је имао велику безбедност. Неки модели су имали климу као и АБС систем, ваздушни јастук за возача. Редизајн је урађен 1998. године, када добија виши ниво опреме, промењен је предњи део, као и ситни детаљу у ентеријеру.
Производња фелиције престала је крајем јуна 2001. године, годину и по дана након лансирања фабије. Произведено је 1.416.939 возила.

## Мотори
| Модел  | Запремина   | Снага         | Мењачи      | Катализатор | Година    |
| Бензин | Бензин      | Бензин        | Бензин      | Бензин      | Бензин    |
| ------ | ----------- | ------------- | ----------- | ----------- | --------- |
| 1.3    | 1289 cm³ I4 | 40 kW / 54 КС | 5° мануелни | регулисан   | 1994−1997 |
| 1.3    | 1289 cm³ I4 | 40 kW / 54 КС | 5° мануелни | регулисан   | 1997−2001 |
| 1.3i   | 1289 cm³ I4 | 50 kW / 68 КС | 5° мануелни | регулисан   | 1994−1996 |
| 1.3i   | 1289 cm³ I4 | 50 kW / 68 КС | 5° мануелни | регулисан   | 1996−2001 |
| 1.6i   | 1598 cm³ I4 | 55 kW / 75 КС | 5° мануелни | регулисан   | 1995−2001 |
| Дизел  |             |               |             |             |           |
| 1.9D   | 1896 cm³ I4 | 47 kW / 64 КС | 5° мануелни | —           | 1996−2001 |